# Distyliopsis
Distyliopsis là một chi thực vật có hoa trong họ Hamamelidaceae.